# Cueta levis
Cueta levis är en insektsart som beskrevs av Navás 1931. Cueta levis ingår i släktet Cueta och familjen myrlejonsländor. Inga underarter finns listade i Catalogue of Life.